# Дячкино
Дячкино — слобода в Тарасовском районе Ростовской области.
Административный центр Дячкинского сельского поселения.

## География и административное деление

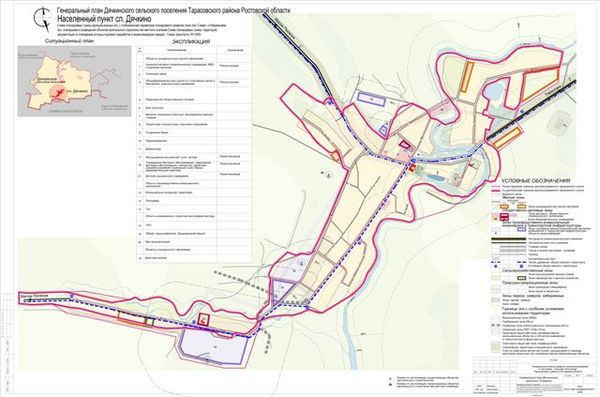
Генплан Дячкино

Слобода Дячкино при реке Глубокой (приток Северского Донца) в 33 верстах от окружной станицы. В 1752 году была. В 1763 года у старшины Андрея Дячкина на реке. Глубокой был хутор, в коем проживали 62 души м. п. Уже к ноябрю следующего года в слободе родилось пятеро, умерло трое, вновь прибыло 19, сошли в другие места трое, выведены в слободские полки пятеро. Таким, образом, в слободе стало 75 душ малороссиян [13. С. 129]. Из исповедных росписей за 1767 год видно, что в это время в приходе Покровской церкви станицы Каменской уже был хутор старшины Андрея Дячкина. В нём 12 дворов, в коих числилось м. п. 37, а ж. п. 18 душ малороссиян.
В 1979 году археологическая экспедиция под руководством П. А. Ларенка открыла поселение Моховатка I эпохи бронзы. Кроме того к объектам культурного наследия отнесена Курганная группа «Дяткин Разъезд» постановление Главы Администрации Ростовской области от 21.02.1997 № 51.
До Октябрьской революции слобода Дячкино входило в состав Области войска Донского. В период Гражданской войны — в состав Всевеликого войска Донского атамана П. Н. Краснова. С 1920 по 1924 год находилась в составе Донской области РСФСР, в 1924 году — в Юго-Восточной области, в 1924-1933 годах — в Северо-Кавказском крае, в 1933-1934 годах — в Северной области Азово-Черноморского края, в 1934-1937 годах входила в Северодонской округ Азово-Черноморского края, в 1954-1957 годах — Каменской области. С 1957 года находится в составе Ростовской области. С 2010 года входит в еврорегион «Донбасс».

### Улицы
| - ул. Береговая, - ул. Вишневая, - ул. Заречная, - ул. Мира, - ул. Молодёжная, | - ул. Моховатая, - ул. Набережная, - ул. Подгорная, - ул. Приозерная, - ул. Садовая, | - ул. Советская, - ул. Стадионная, - ул. Школьная, - пер. Терновой, - пер. Дружбы. |

## История

### Основатель хутора
Дячкин Андрей Степанович (умер не позже 1781 года) — старши́на. Участвовал во многих войнах, которые вела Россия во второй половине XVIII века; в 1749 году являлся походным атаманом в Низовом корпусе.
В числе других донских старшин участвовал и основании свободных войсковых земель по реке Глубокой, на которой одним из первых основал свой хутор, получивший наименование Дячкин Глубокинский, а временами просто Глубокинский.
Жена — Евдокия (Авдотья) Фёдоровна. После смерти мужа ей перешла большая часть Дячкинского имения. По переписи 1782 года в Дячкино за ней состояло 202 души малороссиян обоего пола, а за сыном Григорием — 50. Средний сын Иван меньшой при Колодезях — 205, а самый старший из братьев — Иван большой при Терновском — 263 души обоего пола. Их сосед Дмитрий Тарасов в слободе Тарасовке имел 117 душ.
Ныне в архивах сохранились списки предков дячкинцев, начиная с 1763 года. Дячкины состояли в родстве с самыми известными донскими дворянскими родами. Так генерал-майор Дячкин Иван большой (род. 1752) был женат на своей соседке Федосье Миллер из поселка Миллерово, генерал-майор Григорий Дячкин (род. 1755) — на Екатерине Карповой, а Анна Дячкина являлась женой самого Войскового атамана Алексея Иловайского.
После смерти бездетных Дячкиных слобода перешла Карповым и стала именоваться: слобода Дячкино (Карпова-Глубокина).

### Хутор
Заселение хутора началось в конце 30-х годов XVIII века. В 1737 году на месте будущего хутора был поселен «вольный черкашенин» из Стародубского полка Михайло Евдокимович Кушитров, после чего здесь были поселены и другие черкасы из Малороссии. По первой переписи на Дону 1763 года в х. Дячкин за Андреем Степановичем числилось 75 душ малороссиян, а в другом его хуторе при урочище Терновом — 95 душ.
До сих пор сохранились многочисленные документы, свидетельствующие о состоянии слободы в XVIII веке. Содержание Уставной грамоты, выданной Войска Донского Донецкого округа слободы Дячкиной Глубокинской генерал-лейтенанта Акима Карпова:

I.

1. В слободе значится по 10-й ревизии мужского пола душ крестьян — двести семьдесят семь. Из них отпущен после ревизии на волю — один.
2. Не подлежат наделению землею, как отказавшиеся от оного на основании 8-й ст. Местного Положения для губерний Великороссийских, Новорусских и Белорусских — пять душ.
Проживают и пожелали получить надел Войска Донского Миусского округа в посёлках: Марфином-Еланчицком — две, Аннинском-Еланчицком- одна и в слободе Анастасиевке — одна, а всего четыре души.
Затем состоят на лицо: двести шестьдесят семь. Сверх того проживают в слободе в своих усадьбах, записанные за наследником жены генерал-лейтенанта Анны Карповой Войска Донского Миусского округа и посёлке Аннинском-Еланчицком — семь душ.
3. За тем должны на основании Местного Положения получить в пользование поземельный надел — двести семьдесят четыре ревизских мужеского пола 10-й ревизии душ.
II.

1. Всей земли состояло в пользовании крестьян до обнародования Положения примерно одна тысяча триста десятин.
2. Из них под крестьянскими усадьбами около восьмидесяти десятин, так как при том усадебные земли не отделены чертою от прилегающего к селению выгона, простирающегося на дельнее расстояние в поле и оный находится в общем пользовании крестьян и помещика, то сколько десятин приходилось его на часть крестьян — определить не возможно, а потому из выгона полагается триста двадцать кв. сажень на душу, а всего тридцать шесть десятин тысяча двести восемьдесят кв. сажень.
Примечание: количество пахотной и сенокосной земли определено по показанию крестьян, а усадьбы приблизительно измерены саженым циркулем.
3. Для местности, где находится слобода, определён дополнительным положением о крестьянах

Через слободу проходила большая чумацкая (проселочная) дорога, выходящая из «Казанского тракта» и соединяющая через Верхний Тарасов Дячкино со станицей Казанской.
Многие дячкинцы в период после Гражданской войны оказались репрессированными, среди них Аведиков И. К., Алпатов Г. А., Колтунов В. Ф., Погребняк Я. А. и др.
На фоне массовой кампании по организации колхозов в 1920-х годах возникали довольно любопытные казусы. Об одном из них рассказывается в письме о «колхозе имени Руфа Королева», который находился «в трех верстах от деревни Дячкино Глубоковского района Шахтинского округа». «Руф, — говорилось в письме, — организовал ТОЗ путём привлечения кочевого крестьянства из центральных губерний, заманивая их на станциях железной дороги». Под ростовщические займы купил инвентарь и трактор. Запугиванием добился личной диктатуры не только над членами ТОЗа, но и над окрестными гражданами. «Предавался пьянству и безудержной блажи. Члены коллектива были фактически его крепостными, а Руф — барином».

### Герои Отечественной войны 1812 года

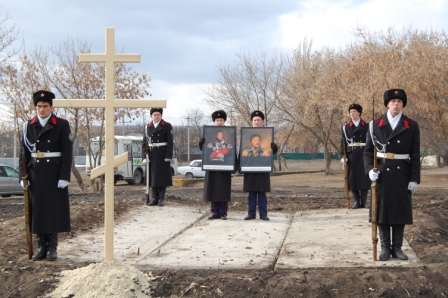
Казаки-кадеты

В начале июня 2013 года в слободе Дячкино Тарасовского района завершились археологические раскопки, в ходе которых были обнаружены места захоронений знаменитых казачьих военачальников — Н. Кумшацкого, Г. Дячкина, А. Карпова (в фамильном склепе при церкви Трёх Святителей), а также легендарного сподвижника А. Суворова героя войны 1812 года П. Грекова 8-го. Инициатором многомесячной экспедиции стал известный каменский историк-краевед А. Чеботарев.
Среди захороненных был и последний помещик из рода Дячкиных — Григорий Андреевич (1756; по др. данным, 1755—1819), генерал-майор (1812). «Из штаб-офицерских детей Войска Донского г. Черкасска».
Петр Матвеевич Греков — участник многочисленных военных кампаний, в том числе итальянско-швейцарского похода Суворова, похода казаков на Индию, русско-турецких войн и др. За время боевой деятельности им было взято в плен 2 генерала, более 194 штаб- и обер-офицеров и свыше 10 тысяч нижних чинов, захвачено 30 орудий и 23 знамени. В 1817 году Петр Матвеевич прибыл в слободу Дячкино в гости к своему другу генерал-лейтенанту Акиму Акимовичу Карпову. Здесь он неожиданно скончался и был похоронен в ограде храма Трех Святителей. Со временем могила была забыта. Главной целью экспедиции стало поднять завесу забвения и напомнить современникам об ушедших героях Отечества. Отчет о проделанной работе был представлен директором Шахтинского Я. П. Бакланова казачьего кадетского корпуса В. А. Бобыльченко на XIX Большом войсковом Круге ВКО «Всевеликое войско донское» в г. Новочеркасске.

### Славные страницы истории
В 1918 году в районе слободы Дячкино находился отряд легендарного В. М. Чернецова и наступал на с её территории на занятую «красными» Глубокую, там же располагался упомянутый Н. Н. Туроверовым Дячкинский казачий разъезд. Во время наступления «красных» со стороны Дячкино вели сопротивление добровольческие части Май-Маевские и отборные белоказачьи отряды генерала Иванова. В тоже войсковой атаман П. Н. Краснов, выступая на Большом войсковым круге в Новочеркасске, ставил задачу занять территорию с. Дячкино после ухода из неё немцев. Историю тех лет, а также особую ментальность дячкинцев, описал в своей книге выдающийся донской писатель, уроженец соседнего с с. Дячкино х. Сибилев Михаил Антонович Алпатов в книге «Горели костры». Во время Великой Отечественной войны члены героической, краснодонской «Молодой Гвардии» пребывали в Дячкино, где прослонялись несколько суток среди смешавшихся тылов немецких частей и прятавшихся по подвалам жителей. Там же они украли автомат у немцев. Освобождение слободы Дячкино от немецко-фашистских захватчиков произошло 15 января 1943 г.

## Население
| 2010 | 2013  | 2015 | 2016 |
| ---- | ----- | ---- | ---- |
| 1014 | ↘1011 | ↘980 | ↘976 |

### Идентичность дячкинцев
Вопросами идентичности дячкинцев, их истории и происхождения, также как и российско-украинским приграничьем в целом, занимается аспирант кафедры стран постсоветского зарубежья Российского государственного гуманитарного университета Бредихин Антон Викторович. В частности, в своей статье «Этнокультурная идентичность приграничья (сельский этюд)» им описывается влияние фронтирного расположения слободы на состав населения, ментальные и языковые особенности дячкинцев: «В обиходе у дячкинцев до сих пор сохранились такие слова как „цыбуля“ — лук, „кабак“ — тыква, „рушник“ — полотенце, „ходим“ — пойдем, „вечерять“ — ужинать, „мабудь“ — наверное, „ишьтэ“ — ешьте, „дывысь“ — смотри, „молодичка“ — молодая женщина/ жена и другие. По мере того, как слобода оказывалась в самом удобном для жительства месте (наличие железной дороги), в неё стали приезжать рабочие из областей и районов России (например, семьи Тишаковых, Кучеровых). С ними приходил и другой говор, хотя и он подвергался влиянию основного дячкинского говора. Люди переставали произносить взрывное русское „Г“ (оглушали его на манер украинского), утрачивали распевное „аканье“, больше выделяли букву „о“, стали смягчать окончание у глаголов [идут'], [паjут’]. Местная фольклорная группа в своем репертуаре имеет много песен на украинском языке, которые они «спивають» и по вечерам, сидя на лавочке, отдыхая после рабочего дня".
Стоит отметить, что дячкинцами до сих пор сохранены малороссийские-украинские песенные традиции. До революции, церковный хор действующий в слободе, называли не иначе как «иже херувимы». А в 2004 году Т. А. Карташовой была защищены диссертация «Песенная традиция украинских крестьян в контексте народной культуры Дона», основывающаяся в том числе и на материале, полученном в с. Дячкино.
Украинское влияние сохранилось и в предметах традиционной культуры дячкинцев: кружевах на полотенцах, подзорах, накидках, занавесках.

## Школа

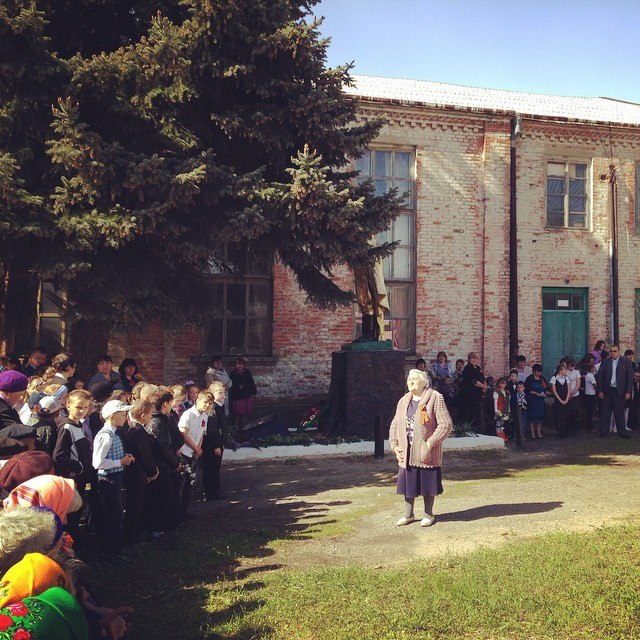
Школа

В слободе действует муниципальное бюджетное образовательное учреждение Дячкинская средняя общеобразовательная школа. Основана она 14 ноября 1874 года в приходе церкви, построенной в сл. Дячкино, открыта церковно-приходская школа, в ней преподавал местный священник Василий Зеленский. Примерно в 1918 году в нашей слободе открылась семилетняя школа. В ней преподавал Николай Грешнов, отец писателя-фантаста М. Н. Грешнова, члена Союза писателей СССР, автора произведений «О чём говорят тюльпаны» (1972); «Надежда» (1977); «Сны над Байкалом» (1979); «Сагань-Далинь» (1984) и «Второе путешествие Путешественника» (1987). В 1928-1929 учебном году в школе преподавал известный донской писатель Константин Иванович Каргин, участвовавший в мае 1929 года в Краевом съезде крестьянских писателей: «Об учёбе говорили почти все выступавшие делегаты. Так, тов. Каргин (из села Дячкино Донецкого округа) говорил, что писатель должен вести большую общественную работу, но вся беда в том, что общественников на селе так загружают, что нет никакой возможности заниматься учёбой и творчеством. Нам нужно просить все организации, чтобы начинающим писателям-общественникам все-таки предоставляли возможность заниматься самообразованием». В 30-х годах на её базе была открыта первая и единственная в районе школа рабочей молодёжи. С 1965 года школа стала средней. Здание, в котором находится образовательное учреждение, пущено в эксплуатацию в 1965 году. С этого же года завучем, а впоследствии и директором школы стала представительница известной донской педагогической династии, отличник народного просвещения, руководитель Совета ветеранов войны и труда Дячкинского сельского поселения Бредихина Руслана Антоновна. С 2003 года заместителем директора по учебно-воспитательной работе является Бредихина Лариса Юрьевна автор работ «Учитель и ученик: проблемы взаимопонимания и взаимодействия», «Концептуальное формирование традиций педагогической преемственности в педагогических династиях» и др.

## Церковь

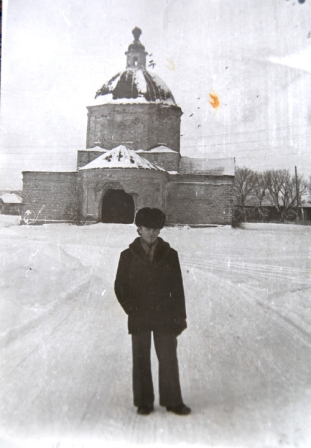
Церковь

Церковь Трехсвятительская построена в 1804 году тщанием умершего помещика генерал-майора Григория Андреевича Дячкина. Была каменная с такой же колокольней, покрытая железом, по числу прихожан не особенно вместительная, ограда вокруг неё тоже была каменная. Престолов в церкви было два: один главный, во имя Трех Святителей: Василия Великого, Григория Богослова, Иоанна Златоуста; другой — предельный, среди церкви с правой стороны во имя святителя и Чудотворца Николая. Трехсвятительская церковь в 1866 году была переделана, а в 1884 году устроен новый иконостас. В приходе местным священником отцом Зеленским с 14 ноября 1884 года открыта церковно-приходская школа. А в 1898/99 учебном году насчитывалось 64 мальчика и 22 девочки. Законоучителем состоял отец Василий Зеленский, учителем — псалмовщик Петр Иванович Максимов и помощником учителя — Иван Матвеевич Черноусов.

## Фильмография
- В 1973 году о колхозе «Правда» в слободе Дячкино был снят фильм «Мы — „Правда“».
- В 1956 году в слободе снималась сцена солдатского бунта фильма «Тихий Дон»[39].